# کانن پاورشات جی ۱۲

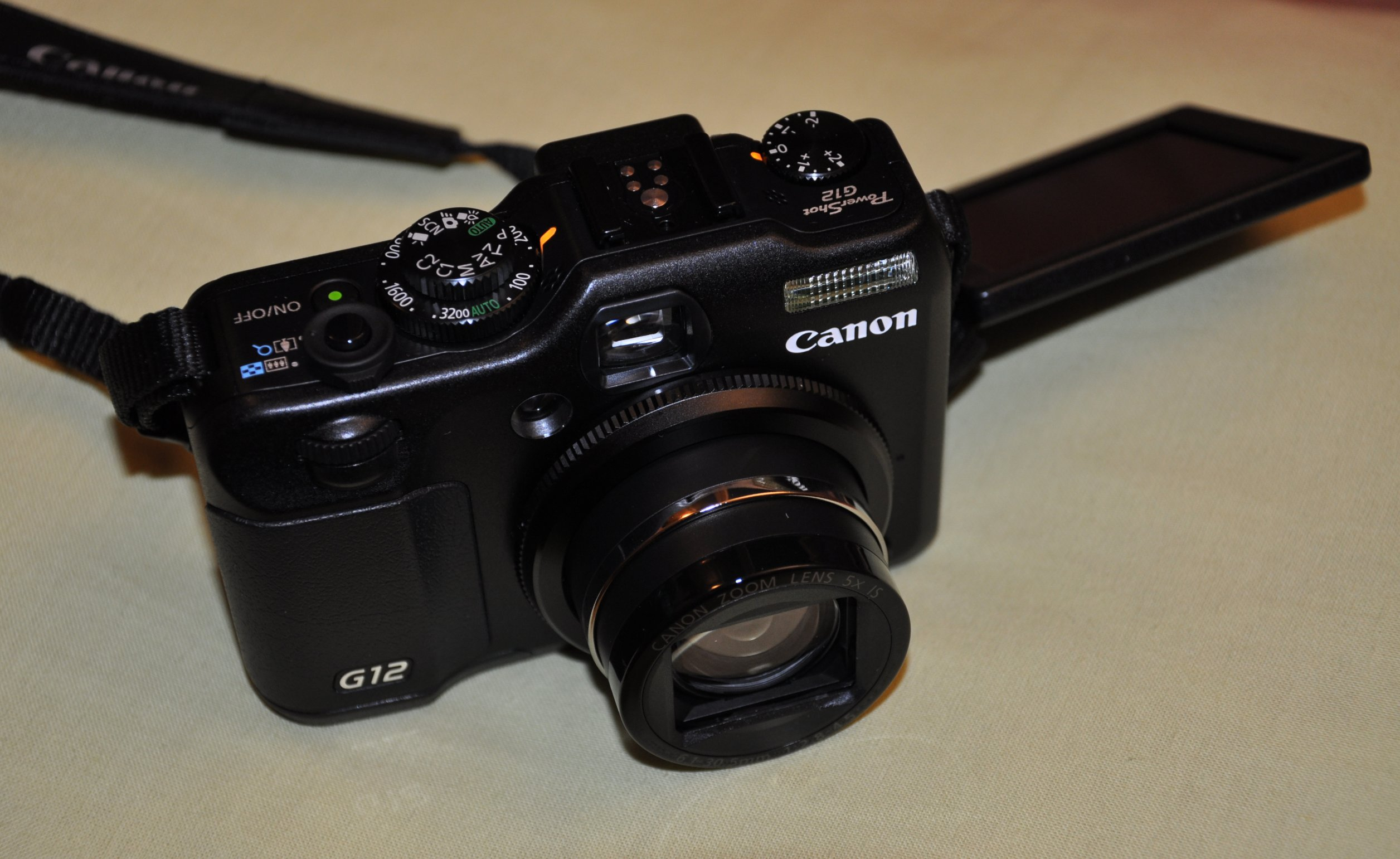
کانن G12

کانن پاورشات جی ۱۲(به انگلیسی: Canon PowerShot G12) دوربین عکاسی دیجیتال نیمه حرفه‌ای پیشرفته از شرکت کانن می‌باشد.

## مشخصات کلی
- وزن: ۴۰۰ گرم
- مشخصات حسگر و پرونده: حسگر CCD با کیفیت ۱۰٫۱ مگاپیکسل - تکنولوژی تشخیص چهره
- فیلم: ضبط ویدئویی با کیفیت اچ دی با سرعت ۲۴ فریم بر ثانیه
- لنز: بزرگنمایی اپتیکال ۵ برابر - زوم اپتیکال در حین فیلمبرداری
- فلاش: داخلی (Pop-Up) با برد ۷ متر
- سرعت شاتر: از ۱/۴۰۰۰ ثانیه تا ۱۵ ثانیه
- سرعت عکاسی پیاپی: ۱٫۱ فریم بر ثانیه
- حساسیت سنسور یا ISO: ایزو اتوماتیک و ۱۰۰ و ۲۰۰ و ۴۰۰ و ۸۰۰ و ۱۶۰۰ و 3200
- صفحه نمایش: ۲٫۸ اینچ
- کارت حافظه: SD/SDHC/SDXC
- باتری: لیتیوم